# Chính sách thị thực của Đông Timor
Chính sách thị thực của Đông Timor có sự khác nhau giữa các nhóm khách du lịch và điểm đến. Theo luật, công dân của tất cả các quốc gia trừ khối Schengen phải xin thị thực tại trước khi đến hoặc tại cửa khẩu.

## Bản đồ chính sách thị thực

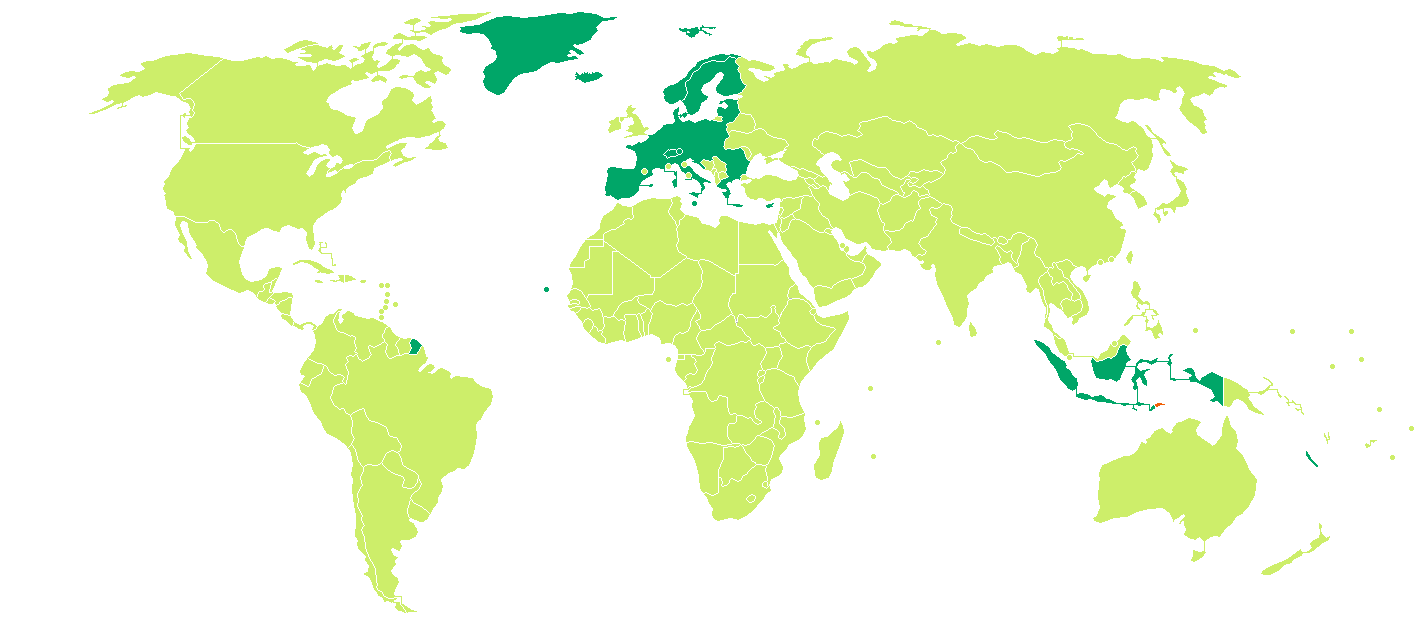
Chính sách thị thực Đông Timor
Đông Timor
Miễn thị thực
Thị thực tại cửa khẩu tại bất cứ cửa khẩu nào
Thị thực tại cửa khẩu sân bay Dili hoặc cảng biển

## Miễn thị thực
Đông Timor ký một thỏa thuật bãi bỏ thị thực hai chiều với  Liên minh châu Âu vào ngày 28 tháng 5 năm 2015 có hiệu lực tạm thời kể từ khi ký và thông qua vào ngày 15 tháng 12 năm 2015. Thỏa thuận này cho phép công dân của tất cả các nước thuộc hiệp ước Schengen ở lại không cần thị thực vớ tối đa 90 ngày trong khoảng thời gian 180 ngày.
Cũng có miễn thị thực đối với người sở hữu hộ chiếu ngoại giao hoặc công vụ của Trung Quốc.

## Đến từ biên giới
Tất cả du khách (trừ công dân  Indonesia, những người có thể xin khi đến bất cứ chốt biên giới nào) đến biên giới phải xin từ trước một Ủy quyền xin thị thực mà sau đó sẽ đưa cho cơ quan nhập cảnh tại biên giới. Nếu đạt được các điều kiện khác một thị thực nhập cảnh một hoặc nhiều lần có thị thực lên đến 90 ngày được cấp với phí US$30.

## Thị thực tại cửa khẩu
Du khách có thể xin thị thực tại sân bay quốc tế Presidente Nicolau Lobato hoặc tại cảng biển Dili. Nếu đạt được các điều kiện khác một thị thực nhập cảnh một lần có hiệu lực lên đến 30 ngày được cung cấp với phí US$30. Thị thực quá cảnh được cung cấp để ở lại ít hơn 3 ngày với phí US$20. Không có lựa chọn quá cảnh không cần thị thực nào tại Đông Timor.

## Trước khi xin
Xin thị thực có thể được nộp trực tuyến hoặc một trong các phái vụ ngoại giao Đông Timor trước khi đến.

## Yêu cầu tại cửa khẩu
Ngoài việc sử hữu hộ chiếu có hiệu lực không ít hơn 6 tháng từ ngày nhập cảnh, du khách phải đạt được các yêu cầu nghiêm ngặt để đến Đông Timor:
- Ý định chuyến đi thành thật (du lịch hoặc công tác).
- Thu xếp chỗ ở và vé máy bay khứ hồi hoặc chuyến tiếp theo.
- US$150 một ngày để ở lại quốc gia này (đối với thị thực du lịch hoặc công tác.
- US$100 cộng $50 một ngày (đối với thị thực quá cảnh).

## Gia hạn thị thực
Tất cả công dân các nước có thể gia hạn thị thực đến tổng ngày ở lại lên đến 90 ngày bằng cách nộp đơn xin cho Cục Nhập cảnh. Phí là US$35 để gia hạn 30 ngày, hoặc US$75 để gia hạn từ 30 đến 60 ngày.

## Thống kê
Hầu hết du khách đến Đông Timor qua đường hàng không đều đến từ các quốc gia sau:
| Thứ tự | Quốc gia    | 2014   | 2013   | 2012   | 2011   |
| ------ | ----------- | ------ | ------ | ------ | ------ |
| 1      | Indonesia   | 15.180 | 17.520 | 15.303 | 11.179 |
| 2      | Úc          | 13.429 | 12.817 | 12.138 | 12.419 |
| 3      | Bồ Đào Nha  | 6.185  | 5.894  | 6.130  | 5.916  |
| 4      | Philippines | 4.157  | 3.936  | 3.842  | 2.413  |
| 5      | Trung Quốc  | 3.717  | 4.346  | 4.972  | 3.464  |
| 6      | Hoa Kỳ      | 1.666  | 2.130  | 2.211  | 2.207  |
| 7      | Malaysia    | 1.665  | 1.455  | 1.944  | 1.829  |
| 8      | Singapore   | 1.465  | 1.457  | 1.381  | 1.519  |
| 9      | Nhật Bản    | 1.458  | 1.438  | 1.211  | 1.232  |
| 10     | New Zealand | 896    | 737    | 815    | 711    |
|        | Tổng        | 59.811 | 77.135 | 57.517 | 50.590 |